# Андроник Дука (мятежник)
Андроник Дука (греч. Ἀνδρόνικος Δούκας; умер ок. 910) — византийский полководец из рода Дук.
В 904 году Андроник Дука одержал победу над арабами у Германикии.
В 906—907 годах поднял восстание против императора Льва VI и занял крепость Кавалу близ города Икония (ныне — в Турции, в центральной части Анатолии). Андроник Дука, по-видимому, рассчитывал, опираясь на помощь арабов, добиться императорского престола. Его тайно поддерживал константинопольский патриарх Николай I Мистик. После неудачных попыток привлечь на свою сторону население Константинополя Андроник Дука бежал к арабам и перешёл в мусульманство.
Умер в Багдаде около 910 года.